# Reiki Kushida
Reiki Kushida (japanisch 串田 麗樹; geb. 1952 in Kawasaki, Japan) ist eine japanische Amateurastronomin, Entdeckerin von Supernovae wie 1991bg (die erste visuelle Entdeckung durch eine weibliche Astronomin) und Mitentdeckerin von (4875) Ingalls, einem Flora-Asteroiden aus dem Hauptgürtel.

## Werdegang als Astronomin
In ihrem dritten Jahr an der Tokio Metropolitan Shinjuku High School begann sie sich für den Sternenhimmel zu interessieren, nachdem sie den Perseiden-Meteoritenschauer gesehen hatte. Sie heiratete Yoshio, den sie während ihrer Studienzeit in einem Astronomie-Club kennengelernt hatte. Der Astronom Yoshio Kushida ist Mitentdecker von (4875) Ingalls und selbst ein erfolgreicher Entdecker von Kleinplaneten und Kometen.
1985 eröffnete Kushida das private Yatsugatake-Minamiroku-Observatorium in Ōizumi, heute Teil der Stadt Hokuto, Präfektur Yamanashi. 1991 entdeckte sie als erster weiblicher Beobachter der Welt eine Supernova mit bloßem Auge. Am 20. Januar 2004 entdeckte Kushida ihre 13. Supernova (Magnitude 17.2) in der extrasolaren Galaxie NGC 5668 im Sternbild Jungfrau. Am 21. Januar 2004 erkannte die Internationale Astronomische Union diese Entdeckung an. Damit hatte Kushida den japanischen Amateurastronomen Masakatsu Aoki aus Toyama überholt und einen neuen Rekord für die höchste Anzahl von Supernovae aufgestellt, die von einem einzelnen Amateur in Japan entdeckt wurden.
Am 25. Mai entdeckte Reiki Kushida ihre 14. Supernova. Diese befindet sich in der Galaxie NGC 6907, nahe der rechten Seite des „Gesichts“ des Sternbildes Steinbock. Diese Entdeckung wurde mit einem Spiegelteleskop mit einem Durchmesser von 40 Zentimetern und einer CCD-Kamera gemacht, wurde der Internationalen Astronomischen Union durch Shuichi Nakano aus Sumoto gemeldet und erhielt den Namen Supernova 2004bv.
Das Supernova-Suchsystem von Reiki Kushida steuert einen Meade Schmidt-Cassegrain-Spiegel und eine gekühlte CCD-Kamera von SBIG von einem Personalcomputer im Innenbeobachtungsraum aus.

## Ehrungen
Der Asteroid (5239) Reiki, der von dem Astronomen Shun’ei Izumikawa entdeckt wurde, wurde am 6. Februar 1993 ihr zu Ehren benannt.
Reiki Kushia erhielt den Astronomical Discovery Achievement Award der Astronomical Society of Japan am 18. Mai 1994 für die Entdeckung der Supernova SN 1994I in der Galaxie NGC 5194 am 14. April 1994, am 4. April 2000 für die Entdeckung der Supernova SN 1999aa in der Galaxie NGC 2595 am 13. Februar 1999, am 24. Mai 2005 für die Entdeckung der Supernova SN 2002db in der Galaxie NGC 5683 am 25. März 2005 und am 23. März 2004 für die Entdeckung der Supernova SN 2003J in der Galaxie NGC 4157 am 11. Januar 2003.